# Пилеа
Пилеа или Капуджилар (на гръцки: Πυλαία, до 1928 Στρέψα, Стрепса, до 1926 Καπουτζήδες, Капудзидес) е град в Гърция, предградие на Солун, в дем Пилеа-Хортач, Егейска Македония.

## География
Пилеа е разположен в югоизточната част на Солун. Има 22 744 жители (2001). Енорийският храм на градчето е „Свети Илия“.

## История

### В Османската империя
През XIX век селото на XX век, Капуджилар е малко селце, числящо се към Солунска каза на Османската империя. Александър Синве („Les Grecs de l’Empire Ottoman. Etude Statistique et Ethnographique“) в 1878 година пише, че в Капуджидес (Kapoudjidés), Солунска епархия, живеят 900 гърци. В „Етнография на вилаетите Адрианопол, Монастир и Салоника“, издадена в Константинопол в 1878 година и отразяваща статистиката на населението от 1873 година Капуджилари (Capoudjilari) е показано като село със 180 домакинства и 790 жители българи. Според статистиката на Васил Кънчов („Македония. Етнография и статистика“) от 1900 година селото брои 1200 жители, всички гърци християни.
По данни на секретаря на Българската екзархия Димитър Мишев („La Macédoine et sa Population Chrétienne“) в 1905 година в Капуджилер (Kapoudjiler) има 1000 жители гърци, като в селото работят две гръцки училища.
Царевна Миладинова пише за Капуджилар:
| „ | Недалече от българския Трансваал в Солун, горе, зад високите баири на север, се намираха селата Киречкьой и Капуджилар. В първото от тези села се говореше тогава, говори се и сега, на хубав български език със старобългарски примеси в говора. Второто от тези две села, почти напълно погърчено още оттогава, бе ханаанът за Солун на грозде. Селянките му носят някакви чудновати и много красиви старобългарски носии. | “ |

Според доклад на Димитриос Сарос от 1906 година Капудзидес (Καπουτζίδες) е гъркогласно село в Солунската митрополия с 1510 жители (668 мъже и 742 жени) с гръцко съзнание. В селото работят 4-класно гръцко училище и детска градина със 198 ученици и 2 учители.
При избухването на Балканската война в 1912 година един човек от Капуджилар е доброволец в Македоно-одринското опълчение.

### В Гърция
Капуджилар попада в Гърция вследствие на Междусъюзническата война в 1913 година. В 1926 година е прекръстено на Стрепса, а в 1928 - на Пилеа. В Капуджилар се заселват власи от село Ливада.

## Личности
Родени в Пилеа
- Киро Манчев (1891 – ?), македоно-одрински опълченец, Трета рота на Седма кумановска дружина[12]